# 요코하마 고속 철도
요코하마 고속 철도 주식회사(일본어: 横浜高速鉄道株式会社, よこはまこうそくてつどう,영어:Yokohama Minatomirai Railway Company)는 일본의 철도 회사 하나이다.

## 연혁
- 1989년 3월 29일 - 미나토미라이21선 운영주체로 설립
- 1992년 11월 - 미나토미라이21선 건설시작
- 1997년 8월 1일 - 고도모노쿠니 선 시설을 양도받다.
- 1999년 8월 1일 - 고도모노쿠니 선에 Y000계 도입.
- 2004년 2월 1일 - 미나토미라이 선 개통, Y500계 도입.
- 2007년 3월 18일 - PASMO 도입

## 노선
- 미나토미라이21 선: 요코하마역 - 모토마치·주카가이 역 (4.1 km: 제1종철도사업자)
- 고도모노쿠니 선: 나가쓰타역 - 고도모노쿠니 역(3.4 km: 제3종철도사업자, 제2종철도사업자는 도쿄 급행 전철)

## 차량
- Y000계 - 고도모노쿠니 선
- Y500계 - 미나토미라이 21 선

운행이나 정비를 도쿄 급행 전철에 맡기고 있다.

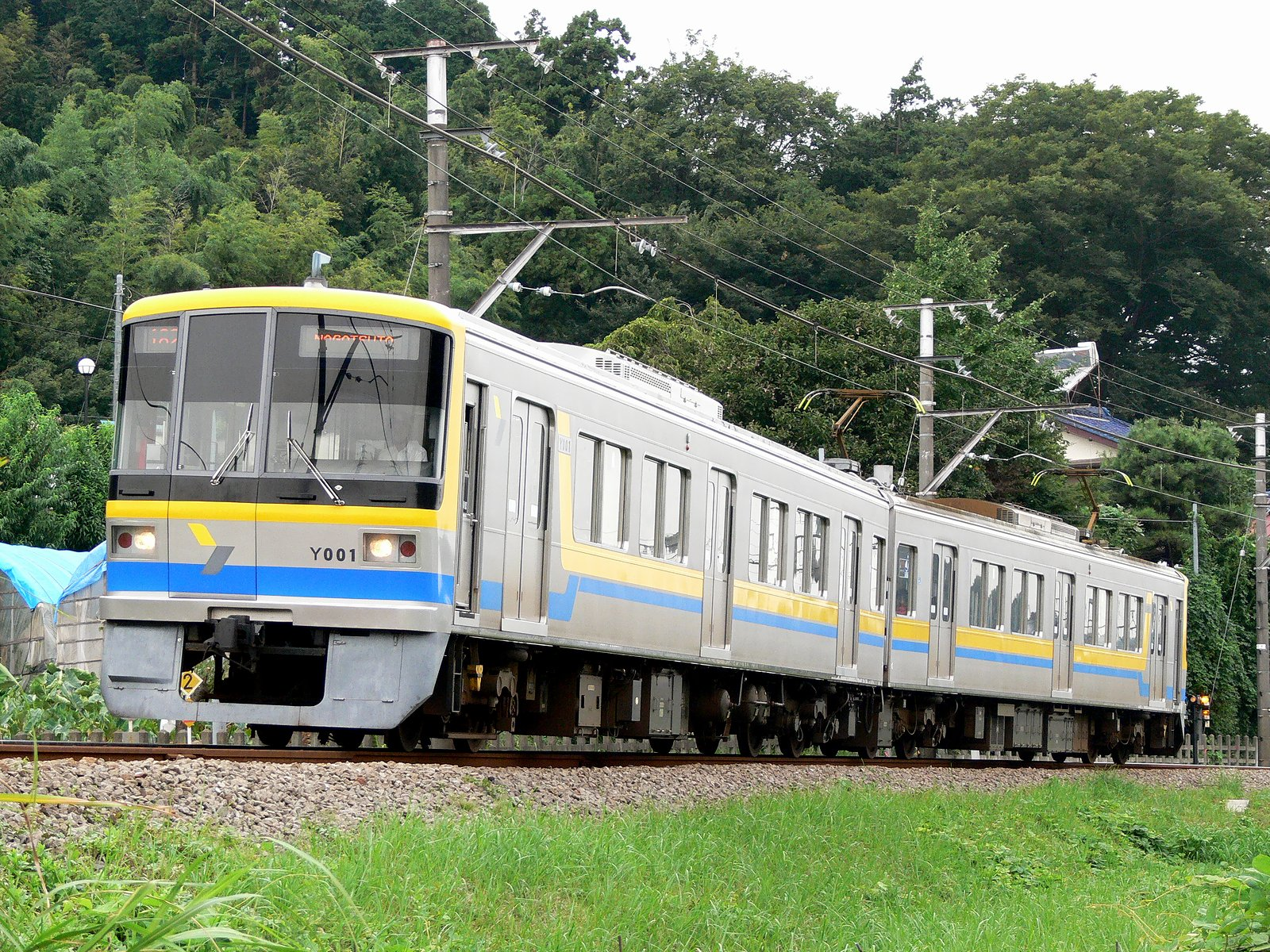
Y000계